# Parexarnis figulina
Parexarnis figulina là một loài bướm đêm trong họ Noctuidae.